# Пастет
Пастет (на френски: pâté; на немски: Pastete) е смес от готвена кайма и мазнина, смлени на паста за мазане. Чести добавки са зеленчуци, билки, подправки и или вино, или бренди (често коняк или арманяк). Пастетът може да се сервира както топъл, така и студен, но се счита, че има най-богат вкус след няколко дни на студено.

## Вариации
Във френската и белгийската кухни пастетът може да бъде печен до коричка като пай. Може би най-известният пастет е фоа гра, направен от черен дроб на угоена гъска. В Нидерландия, Германия, Финландия, Румъния, Унгария, Швеция, Дания и Австрия някои пастети от черен дроб се приготвят под формата на мека наденица за мазане. В САЩ този тип пастет се използва за плънка на сандвичи. В Полша пастетът се приготвя от домашни птици, риба, еленско или свинско с яйца, брашно, хлебни трохи и различни добавки като пипер, доматен сос, гъби, подправки, джинджифил, индийско орехче, сирене или захар. В Русия и Украйна ястието най-често се приготвя от телешки, гъши или патешки черен дроб, но могат да се използват и други меса. За разлика от западноевропейския начин на готвене, тук черният дроб първо се вари или пържи и се смесва с масло и/или мазнина и подправки, като лук, моркови и билки. Може да се пече допълнително, но най-често се консумира без допълнително печене. В Русия пастетът се сервира в чиния или купа и се оформя под формата на животни, като например таралежи. Популярен пастет в еврейската кухня в Русия и Украйна е форшмак, който се приготвя от накълцана херинга.
В България и в страните от бивша Югославия пастетът най-често се използва за мазане върху филии хляб и се приготвя от пилешко, телешко или пуешко месо (по-рядко от риба тон или сьомга).